# Kalevi Vehkonen
Kalevi Taisto Vehkonen (Keuruu, 26 settembre 1946 – 3 gennaio 2023) è stato un pilota motociclistico finlandese.

## Biografia
All'età di 21 anni, Vehkonen vinse entrambi gli eventi nella classe 250cc al campionato del mondo svoltosi a Hyvinkää nel 1968. Nel 1970, insieme a Reino Hahl e Heikki Mikkola, vinse per la Finlandia il bronzo nella competizione a squadre del campionato del mondo. La volta successiva che Vehkonen ottenne una vittoria personale nella manche della World Series fu in Polonia nel 1971. Nei punti finali delle World Series, finì quarto nel 1972. Vinse il campionato finlandese della 250cc nel 1968 e nel 1974. Concluse la sua carriera nell'autunno del 1975.
Nell'enduro, vinse il Päijänteen ympäriajo nel 1968. Nella motoslitta vinse un campionato del mondo non ufficiale nel 1969. Anche il figlio, Ismo Vehkonen, e il nipote Pekka Vehkonen hanno avuto successo nel motocross; quest'ultimo vinse anche il campionato del mondo.